# Банковская система Кубы
Банковская система Кубы — это совокупность банков и иных кредитно-финансовых организаций Республики Куба и составная часть экономики Кубы. 

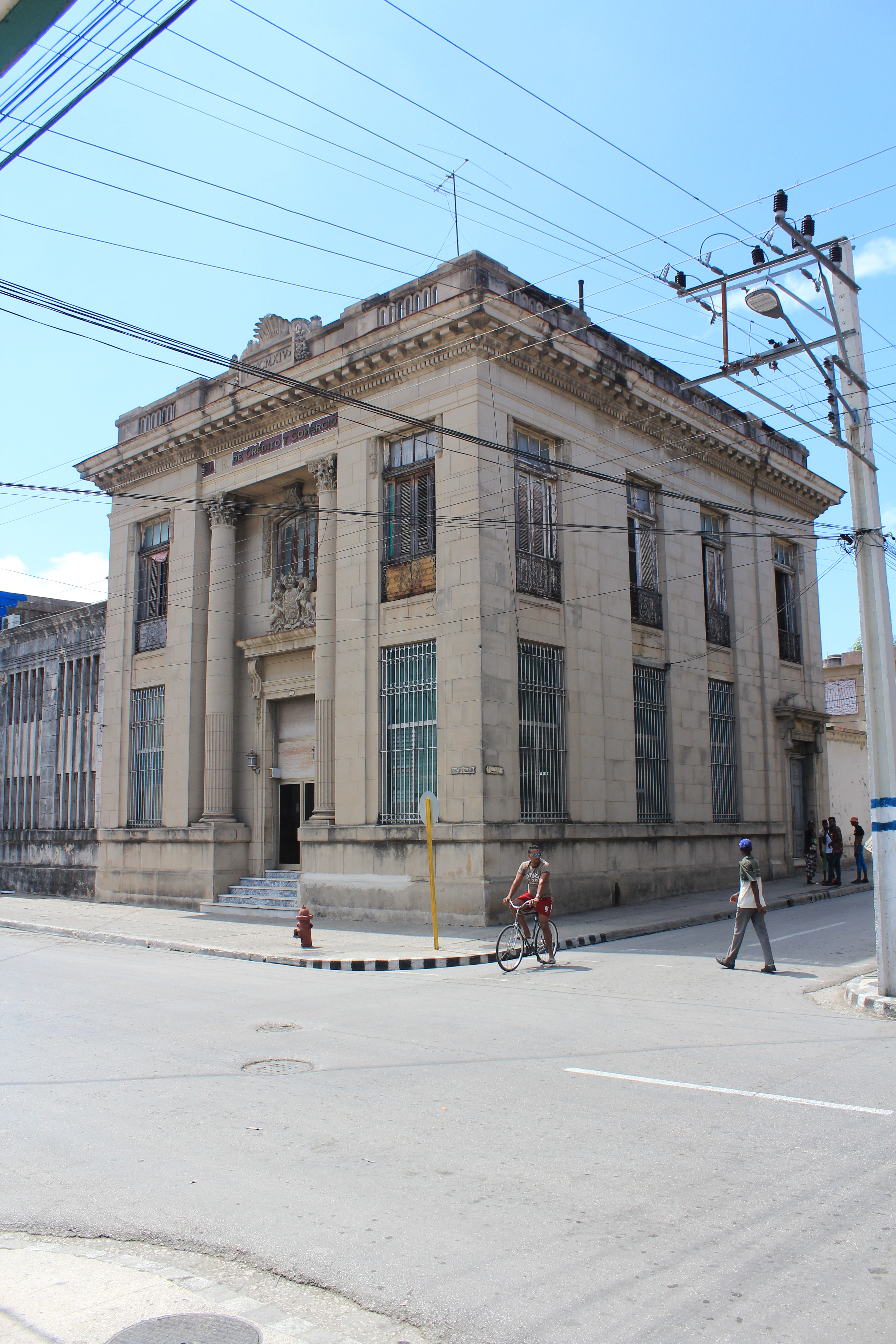
Banco de Crédito y Comercio (BANDEC), Гуантанамо

## История
Первые кредитно-финансовые учреждения возникли на Кубе в период, когда остров являлся колонией Испании.
До 1857 года на Кубе действовали испанский и испанский колониальный реалы. Декретом короля Испании от 6 февраля 1855 года на острове был создан первый банк — Испанский банк Гаваны. С 1857 до 1891 года на Кубе выпускали банкноты для обращения только на острове, которые были номинированы в песо. В 1881 году песо был привязан к американскому доллару.
В 1891—1896 годах выпускались банкноты казначейства, а в 1896—1899 — банкноты Испанского банка острова Куба.

### 1898 - 1958
В 1898 году, после окончания войны за независимость Куба перешла под контроль США (американская оккупация острова продолжалась до 1902 года, в 1903 году была принята «поправка Платта», разрешавшая США вводить на Кубу войска без санкции со стороны правительства). Таким образом, Куба была фактически превращена в полуколонию США.
Уже в декабре 1898 года оккупационные власти США установили обращение доллара США наравне с кубинским песо.
В 1901 году был создан Национальный банк, находившийся под контролем "North American Trust Company".
Первая мировая война вызвала интенсивное развитие кубинской сахарной промышленности, однако окончание войны и начавшийся вслед за ней экономический кризис ухудшил положение в стране. В 1917—1918 годы по стране прокатилась волна забастовок и восстаний, которые стали причиной оккупации острова американскими войсками в 1917—1922 годы. Вследствие экономического кризиса 1920—1921 года кредитно-финансовая сфера, внешняя торговля и промышленность страны переходят под управление банков и компаний США. Прибывший в январе 1921 года в Гавану личный представитель президента США генерал Краудер заставил правительство А. Саяса (1921-25) признать права США контролировать бюджет Кубы и деятельность любого министерства страны. 
После того, как в июне 1922 года на Кубе было сформировано новое правительство (т. н. "кабинет Краудера"), в 1923 году США предоставили Кубе заём на сумму 50 млн долларов.
Начавшийся в 1929 году всемирный экономический кризис тяжело отразился на экономике страны (пострадала и банковская сфера).
По состоянию на начало 1930-х годов Куба представляла собой типичную тропическую полуколониальную страну, основой экономики которой являлось монокультурное сельское хозяйство. К 1937 году финансово-кредитную систему страны полностью контролировали иностранные банки: «Royal Bank of Canada», «National city bank» и «Chase National bank».
В течение Второй мировой войны, с 1939 по 1945 годы приток денежных средств и поставки товаров из стран западной Европы на Кубу практически прекратились и основным источником финансирования являлись реинвестиции.
В июле 1944 года Куба входила в число участников Бреттон-Вудской конференции.
Пришедшее к власти после победы на выборах 1948 года правительство кандидата от КРП Карлоса Прио Сокарраса запретило свободное хождение на территории страны доллара США, учредило Банк развития сельского хозяйства и промышленности, а также создало Счётную палату, которая должна была противодействовать коррупции. Однако 10 марта 1952 года Ф. Батиста совершил военный переворот, захватил власть, отменил конституцию и установил в стране военно-полицейскую диктатуру.
По состоянию на начало 1950-х годов Куба оставалась находившейся в зависимости от США отсталой полуколониальной страной, основой экономики которой являлось монокультурное сельское хозяйство. Формально, в 1950 - 1951 годы здесь действовали или были зарегистрированы 169 различных банков, однако фактически внешняя торговля и финансы Кубы находились под контролем США (в частности, доля США в экспорте Кубы в это время составляла почти 90%, а в импорте - 83%).

### 1959—1991
После победы Кубинской революции в январе 1959 года США прекратили сотрудничество с правительством Ф. Кастро и стремились воспрепятствовать получению Кубой помощи из других источников. Власти США ввели санкции против Кубы.
25 февраля 1960 года правительством Кубы был принят закон о Банке для внешней торговле.
Реформы нового правительства вызвали резкую реакцию со стороны руководства иностранных компаний и правительства США. С целью оказать давление на правительство Кубы в мае 1960 года американские компании «Эссо стандарт ойл» и «Texaco Oil» и английская «Бритиш датч шелл» прекратили ввоз нефти на Кубу и дали указания своим заводам не перерабатывать нефть из СССР, а 6 июля 1960 года правительство США приняло закон о сокращении импорта кубинского сахара в США (следует учесть, что в это время сахарная промышленность являлась основой экономики Кубы).
В ответ, 17 сентября 1960 года правительством Кубы были национализированы некоторые кубинские банки, а также филиалы американских банков: «First National City Bank of New York», «1st National City Bank of Boston» и «Chase Manhattan Bank».
10 октября 1960 года правительство США установило полное эмбарго на поставки Кубе любых товаров (за исключением продуктов питания и медикаментов). После этого, 13 октября 1960 года правительство Кубы национализировало все кубинские банки.
Экономическое сотрудничество Кубы с СССР началось в начале 1960 года. В феврале 1960 года СССР предоставил Кубе кредит в размере 100 млн долларов США под 2,5 % годовых, в дальнейшем сотрудничество было продолжено.
В феврале 1962 года под давлением США Куба была исключена из Организации американских государств.
В 1963 году Куба вступила в Международный банк экономического сотрудничества. В том же 1963 году в США был принят антикубинский закон «Cuban Assets Control Regulations».
В 1970 году Куба вступила в Международный инвестиционный банк.
В декабре 1970 года была создана Межправительственная советско-кубинская комиссия по экономическому и социальному сотрудничеству. В июле 1972 года Куба вступила в Совет экономической взаимопомощи, и правительством Кубы была принята комплексная программа социалистической экономической интеграции.
В 1974 году Куба вступила в Международный инвестиционный банк и Международный банк экономического сотрудничества.
29 июля 1975 года на 16-м консультативном совещании министров иностранных дел Организации американских государств было принято решение об отмене антикубинских санкций ОАГ. В том же 1975 году Куба совместно с 22 другими странами подписала документ о создании Латиноамериканской экономической системы.
1 марта 1982 года США объявили Кубу «страной-спонсором терроризма» и дополнительно ужесточили санкции в отношении Кубы.
Фолклендский кризис 1982 года и экономические санкции, установленные США против Никарагуа ознаменовали перелом в отношениях с Кубой со стороны стран Латинской Америки. Началось восстановление дипломатических и торгово-экономических отношений между Кубой и странами Латинской Америки.

### После 1991
Распад СССР и последовавшее разрушение торгово-экономических и технических связей привело к ухудшению состояния экономики Кубы в период после 1991 года. Правительством Кубы был принят пакет антикризисных реформ, введён режим экономии. Основой экономики в начале 1990-х вновь становится сахарная промышленность. В 1991 году была принята программа развития туризма, который уже к 1993 году стал второй (после сахарной промышленности) отраслью экономики по объёмам поступлений в бюджет страны и основным источником иностранных инвестиций (в 1991—1993 годы в туристическую отрасль были вложены 400 млн долларов из 500 млн общего объёма иностранных инвестиций в экономику Кубы в данный период). В целом, в период после 1991 года экономическая политика правительства Кубы направлена на создание многоукладной социалистической экономики с элементами рыночных отношений.
В октябре 1992 года США ужесточили экономическую блокаду Кубы и ввели новые санкции (Cuban Democracy Act).
В июле 1993 года было разрешено использование доллара США в качестве платёжного средства.
В 1994 году для преодоления кризиса был девальвирован песо. В связи с увеличением количества действий по обмену валюты, 14 июня 1994 года в стране была открыта сеть пунктов обмена валюты CADECA.
В сентябре 1995 года Национальной ассамблеей был принят закон об иностранных инвестициях, предусматривавший привлечение капиталовложений из-за рубежа во все отрасли экономики страны. В середине 1990х годов положение в экономике страны стабилизировалось.
12 марта 1996 года конгресс США принял закон Хелмса-Бёртона, предусматривающий дополнительные санкции против иностранных компаний, торгующих с Кубой. Судам, перевозящим продукцию из Кубы или на Кубу, было запрещено заходить в порты США.
В 1999—2000 годы в результате реформы на Кубе была создана современная банковская система, в 2000 году произведена эмиссия ценных бумаг. В это же время в стране заметно активизировался капитал КНР (вкладывавшей средства в сельское хозяйство, телекоммуникации, электронику, лёгкую промышленность и туризм).
По состоянию на 2006 год, банковская система страны включала в себя Центральный банк Кубы, 7 коммерческих банков, 9 небанковских финансовых учреждений и 7 филиалов иностранных банков.
В 2008 году Куба стала участником "Группы Рио".